# Voltz (Motorräder)

Logo

Voltz ist ein brasilianisches Start-up-Unternehmen, das Elektromotorroller produziert, gegründet 2017 in Recife (Pernambuco). Es hat im Jahr 2022 bis Mai 1838 Einheiten verkauft, davon 471 im April. Das Unternehmen verfügt seit 2021 über eine Kreditlinie von 100 Millionen brasilianischer Real (BRL).
Im Mai 2022 wurde in Manaus eine Fabrik eröffnet, die zunächst 5000 Einheiten produzieren soll, jedoch über eine Kapazität von 15.000 Einheiten verfügt, mit der eine Jahresproduktion von 180.000 Einheiten angestrebt wird. Eine Zielgruppe sind Lieferdienste, für die auch eine eigene Version der Roller zur Verfügung steht. In São Paulo testet das Unternehmen, in Kooperation mit iFood, eigene Tauschstationen für Batterien, wobei das Tauschen der Batterien in weniger als einer Minute möglich sein soll.
Außer den vier Rollermodellen „EV1“, „EVS“, „EVS Sport“ und „EVS Work“ mit Batterie von 32 Ah bis 70 Ah und einer Reichweite von 100 km bis 180 km produziert das Unternehmen das elektrische Lasten-Trike „Miles“ mit einem über der Vorderachse liegenden Lastenkoffer mit 750 Litern Fassungsvermögen.